# Liga Asobal 2018/19
Die Liga Asobal 2018/19 war die 29. Spielzeit der Liga Asobal, der höchsten Spielklasse im spanischen Männerhandball. Der Verband RFEBM war Ausrichter der Meisterschaft.
Meister wurde der FC Barcelona (Barça Lassa).

## Abschlusstabelle
| | Verein                            | Punkte | Spiele | G  | U | V  | ET   | GT  | Diff. |
| --- | --------------------------------- | ------ | ------ | -- | - | -- | ---- | --- | ----- |
| 1 | Barça Lassa                       | 59     | 30     | 29 | 1 | 0  | 1148 | 735 | 413   |
| 2 | Bidasoa Irun                      | 45     | 30     | 21 | 3 | 6  | 792  | 707 | 85    |
| 3 | BM Logroño La Rioja               | 42     | 30     | 18 | 6 | 6  | 895  | 816 | 79    |
| 4 | Abanca Ademar León                | 37     | 30     | 17 | 3 | 10 | 819  | 753 | 66    |
| 5 | Fraikin BM. Granollers            | 37     | 30     | 17 | 3 | 10 | 814  | 763 | 51    |
| 6 | Club Balonmano Huesca             | 33     | 30     | 14 | 5 | 11 | 770  | 801 | −31   |
| 7 | Recoletas Atlético Valladolid     | 33     | 30     | 15 | 3 | 12 | 869  | 859 | 10    |
| 8 | Liberbank Cuenca                  | 33     | 30     | 14 | 5 | 11 | 813  | 813 | 0     |
| 9 | BM. Benidorm                      | 30     | 30     | 13 | 4 | 13 | 796  | 821 | −25   |
| 10 | Helvetia Anaitasuna               | 25     | 30     | 11 | 3 | 16 | 805  | 829 | −24   |
| 11 | DS Blendio Sinfín                 | 24     | 30     | 10 | 4 | 16 | 786  | 860 | −74   |
| 12 | Quabit Guadalajara                | 23     | 30     | 10 | 3 | 17 | 821  | 851 | −30   |
| 13 | Angel Ximenez Avia Puente Genil   | 19     | 30     | 8  | 3 | 19 | 758  | 844 | −86   |
| 14 | Frigoríficos del Morrazo (/Kader) | 18     | 30     | 7  | 4 | 19 | 717  | 811 | −94   |
| 15 | Condes de Albarei Teucro          | 13     | 30     | 5  | 3 | 22 | 792  | 945 | −153  |
| 16 | Secin Group BM Alcobendas         | 9      | 30     | 4  | 1 | 25 | 733  | 920 | −187  |
| Quelle: Federación Española de Balonmano: Clasificación de la División de Honor Masculina (Liga Asobal) |                                   |        |        |    |   |    |      |     |       |

## Zuschauer
Das Spiel Fraikin BM Granollers gegen Helvetia Anaitasuna (28:25) am 23. September 2018 sahen 5.100 Zuschauer im Palau d’Esports de Granollers. Besucherrekord waren 8.000 Zuschauer beim Spiel des FC Barcelona gegen Atlético Valladolid im Jahr 1998.